# Forge Valley
Forge Valley är en dal i Storbritannien.   Den ligger i riksdelen England, i den centrala delen av landet, 300 km norr om huvudstaden London.